# Selenops brachycephalus
Selenops brachycephalus là một loài nhện trong họ Selenopidae.
Loài này thuộc chi Selenops. Selenops brachycephalus được George Newbold Lawrence miêu tả năm 1940.